# اوراپین واننگوئن
اوراپین واننگوئن (انگلیسی: Orapin Waenngoen؛ زادهٔ ۷ اکتبر ۱۹۹۵) بازیکن فوتبال اهل تایلند است.
وی همچنین در تیم ملی فوتبال زنان تایلند بازی کرده‌است.